# Го Цзинмин
Го Цзинмин (кит. 郭敬明, р. 6 июня 1983) — китайский писатель. Родился в городе Цзыгун провинции Сычуань. Он также известен под сетевым псевдонимом «Четвёртое измерение» (кит. 第四维), или «Четвёрочка» (кит. 小四). Го Цзинмин — один из представителей так называемых «поствосьмидесятников» в китайской литературе.

## Краткое досье
Го Цзинмин родился 6 июня 1983 года в городе Цзыгун провинции Сычуань, мать — Цзоу Хуэйлань, отец — Го Цзяньвэй.
Учился в Сянъянской младшей школе района Гунцзин города Цзыгун и девятой средней школе города Цзыгун. В 2002 году поступил в Школу кино- и телеискусств и технологий при Шанхайском университете.

## Творчество
В 2001 и 2002 годах Го Цзинмин участвовал в четвёртом и пятом конкурсах сочинений «Новое мышление», оба раза получил первый приз и стал известен молодым читателям Китая. После этого он написал несколько произведений для журнала «Ростки», которые были тепло встречены читателями. В октябре 2002 года Го Цзинмин начал в том же журнале публиковать по главам роман «Город грёз». Роман вызвал широкий резонанс, и Го Цзинмин приобрёл широкую известность. В 2003 году издательство «Весенний ветер литературы и искусства» (кит. 春风文艺出版社) выпустило «Город грёз» отдельной книгой, добившись большого успеха на рынке. Затем «Города грёз» был переиздан в различных интерпретациях, в том числе в виде комиксов, в том же году на Тайване было выпущено издание в традиционных иероглифах. В то же время многие считают, что в плане сюжета и других аспектах роман имеет много параллелей со сборником RG Veda группы японских мангака CLAMP. В 2003 году вышли сборники рассказов Го Цзинмина «Отражение в левой руке, годы в правой» и «Грань между любовью и болью». Эти книги также завоевали признание и
поддержку части аудитории.
Часть произведений Го Цзинмина также была переиздана в виде комиксов.
В конце 2003 года выходит второй роман Го Цзинмина «Знаешь, сколько опало во сне лепестков…» тиражом 300 тысяч экземпляров. Повествуя о жизни пекинских студентов, роман отразил взгляды части молодёжи на жизнь и любовь. Книга сразу вызвала ажиотаж в среде китайской молодёжи. Однако после выхода книги пекинская писательница Чжуан Юй заявила о том, что книга нарушает авторские права на её произведения и подала иск в Пекинский народный суд второй инстанции. Слушания по делу длились три года, и в результате Го Цзинмин был признан виновным в нарушении авторских прав Чжуан Юй.
подробнее см. ниже «Нарушение авторских прав писательницы Чжуан Юй»
В 2004 году Го Цзинмин в Шанхае со своими друзьями организует студию «Остров» и начинает выпуск одноимённой серии рассказов с картинками. Го Цзинмин стал главным редактором серии, но также продолжал писать в качестве одного из авторов.
В 2005 году вышел третий роман Го Цзинмина «Солнцеворот 1995—2005». В него вошла часть содержания серии «Остров». В том же году на Тайване издательство «Дождливое утро» (кит. 雨晨圖書) выпускает издание «Знаешь, сколько опало во сне лепестков…» в традиционных иероглифах.
В марте 2005 года китайское издание журнала Forbes поставило Го Цзинмина на 92 место в «Списке известных людей 2005 года по версии Forbes».
В июле 2005 года выходит «музыкальный роман» Го Цзинмина «Жмурки».
24 июля 2005 года в Пекине Го Цзинмин выбран автором романа «Клятва» по одноимённому фильму Чэнь Кайгэ.
В 2016 году вышел телесериал по роману «Город грёз» под названием Ледяная фантазия; Го Цзинмин принял участие в его создании и постановке.

### Нарушение авторских прав писательницы Чжуан Юй
После выхода в 2003 году романа «Знаешь, сколько опало во сне лепестков…» писательница Чжуан Юй заявила о том, что эта книга своим сюжетом, языком и отношениями персонажей во многом повторяет её интернет-роман «За кругом и в кругу» (кит. 《圈里圈外》). В 2004 году она подала иск на Го Цзинмина в Пекинский народный суд второй инстанции. В декабре 2004 года после первого слушанья дела суд признал Го Цзинмина виновным в нарушении авторских прав и постановил писателю и издательству прекратить издание романа, выплатить Чжуан Юй компенсацию в размере 200 тысяч юаней, а также принести Чжуан Юй извинения в газете «Китайская молодёжь». Го Цзинмин выразил несогласие с решением и подал жалобу в суд высшей инстанции.
После публикации решения суда в прессе фигура Го Цзинмина вновь привлекла внимание широкой публики, а также вызвала рефлексию общества в отношении всей группы писателей-«поствосьмидесятников». В то же время, Го Цзинмин отказывался высказывать своё мнение по этому вопросу в СМИ. Во время участия в программе «Культурный диалог» (《 文化访谈录 》) Центрального телевидения Китая после того, как Го Цзинмин несколько раз отказался ответить на вопросы ведущего об этом деле, он временно покинул студию и вернулся только через несколько минут. Этот случай вызвал обсуждение поведения писателя в интернете.
22 мая 2006 года Пекинский народный суд третьей инстанции вынес окончательное постановление в отношении иска Чжуан Юй к Го Цзинмину, согласно которому Го Цзинмину и издательству «Весенний ветер литературы и искусства» было отказано в удовлетворении жалобы, им предписывалось выплатить 200 тысяч юаней компенсации, 10 тысяч юаней в качестве компенсации морального ущерба, а также принести извинения Чжуан Юй. После выплаты 210 тысяч юаней Го Цзинмин и издательство публично объявили об отказе принести извинения. Вскоре Чжуан Юй подала иск о принудительном принесении извинений. Решение суда по этому поводу ещё не принято.

## Оценка
Первоначальные оценки творчества Го Цзинмина в основном были положительными, в особенности в отношении романа «Город грёз». В частности, отмечался «чистый стиль» произведений Го Цзинмина. Однако после предания огласке истории с нарушением авторских прав мнение оценок в прессе разделилось. Часть авторов по-прежнему приписывала Го Цзинмину большой писательский талант, другая часть стала упрекать Го Цзинмина в отсутствии глубины, незрелости, называя его продуктом коммерциализированного общества.
В результате обсуждения дела Го Цзинмина и Чжуан Юй китайский интернет-сленг пополнился новым словом. Аббревиатурой латинской записи имени Го Цзинмина — GJM — китайские пользователи стали обозначать любой плагиат или перезаливку чужого поста.
В июле 2006 года писатели Хань Хань и Чжан Юэжань в своих блогах опубликовали открытое письмо, в котором яростно критиковали Го Цзинмина и его фанатов. Чжан Юэжань написала, что «Го Цзинмин утратил звание литературного деятеля», и она чувствует стыд за него. Хань Хань выступил напрямую с критикой фанатов, назвав их «глупыми, наивными». После этого вспыхнула «интернет-война» фанатов Го Цзинмина с одной стороны и Хань Хань и Чжан Юэжань — с другой.

## Основные произведения
- 2002 — сборник «Грань между любовью и болью» (《爱与痛的边缘》)
- 2003 — повесть «Город грёз» (《幻城》)
- 2003 — сборник «Отражение в левой руке, годы в правой» (《左手倒影，右手年华》)
- 2004 — повесть «Знаешь, сколько опало во сне лепестков…» (《梦里花落知多少》)
- 2005 — повесть «Солнцеворот 1995—2005» (《1995-2005夏至未至》)
- 2005 — сборник «Дневник взросления Го Цзинмина» (《郭敬明成长日记》)
- 2005 — музыкальная повесть «Жмурки» (《迷藏》; включает диск с повестью и музыкой)
- 2006 — повесть «Клятва» (《无极》)
- Публикуется с 2004 — серия рассказов с рисунками «Остров» (《岛》)